# Marsan
 Marsan  là một xã thuộc tỉnh Gers trong vùng Occitanie miền nam nước Pháp.

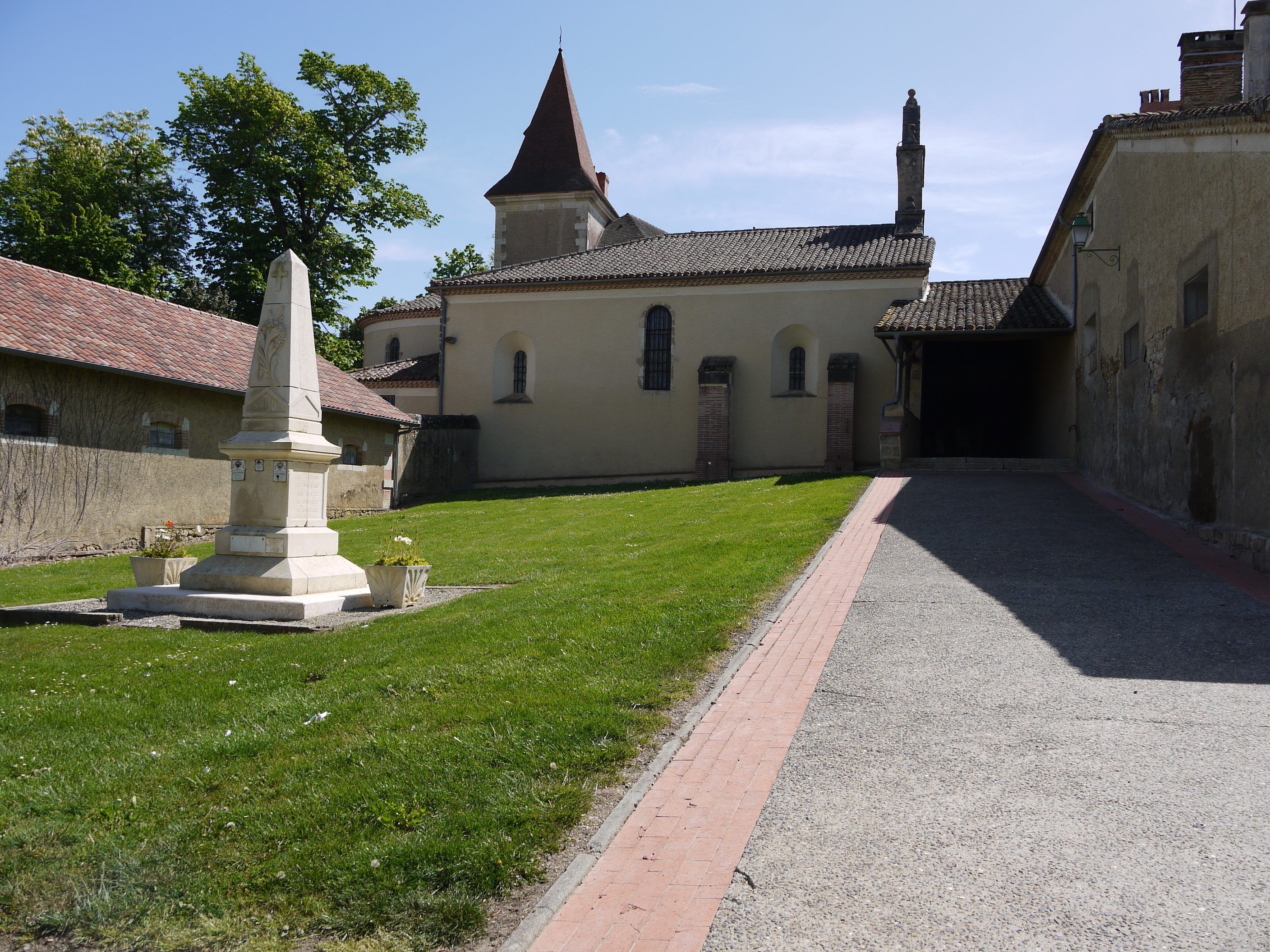
Marsan